# Тряпкин, Николай Иванович
Николай Иванович Тряпкин (19 декабря 1918, Саблино, Тверская губерния — 20 февраля 1999, Москва) — русский советский поэт.

## Биография
Родился в деревне Саблино Первитинской волости Зубцовского уезда Тверской губернии, в семье крестьянина-столяра. В 1930 году родительская семья под угрозой раскулачивания перебирается в Лотошино под Москвой. В 1939—1941 учился в Московском историко-архивном институте.
В годы Великой Отечественной войны по состоянию здоровья Тряпкин не попал на фронт, в числе эвакуированных оказывается под Сольвычегодском, где работает счетоводом.
Первое стихотворение опубликовал в 1946 оду. Член Союза писателей СССР с 1955 года. В 1958 окончил Высшие литературные курсы.
Поэзия Тряпкина музыкальна, богата ритмическими повторами, она связана стилистически с русской народной песней.
Творчество Николая Тряпкина высоко оценивал поэт Юрий Кузнецов:
Николай Тряпкин близок к фольклору и этнографической среде, но близок как летящая птица. Он не вязнет, а парит. Оттого в его стихах всегда возникает ощущение ликующего полёта… Бытовые подробности отзываются певучим эхом. Они дышат, как живые. Поэт владеет своим материалом таинственно, не прилагая видимых усилий, как Емеля из сказки, у которого и печь сама ходит, и топор сам рубит. Но это уже не быт, а национальная стихия.
В линии Кольцов — Есенин, поэтов народного лада, Тряпкин — последний русский поэт. Трудно и даже невозможно в будущем ожидать появления поэта подобной народной стихии. Слишком замутнён и исковеркан русский язык и сильно подорваны генетические корни народа. Но если такое случится — произойдёт поистине чудо. Будем на это надеяться, а я уверен в одном: в XXI веке значение самобытного слова Николая Тряпкина будет только возрастать.
Одно из самых известных стихотворений — «Где-то есть космодромы…».
Многие стихотворения Тряпкина были положены на музыку. Среди исполнителей песен на его стихи — Иосиф Кобзон, Валентина Толкунова, Марина Капуро, фолк-группа «Седьмая вода». Одна из наиболее известных песен поэта — «Летела гагара».
За книгу стихов «Разговор по душам» первым из русских поэтов получил Государственную премию России (1992).
Со стихотворением «Потому что я русский…», вошедшим в посмертную книгу Николая Тряпкина «Горящий водолей», изданную «Молодой гвардией» в 2003 году, произошёл литературный конфуз. Оно было написано заведующим отделом поэзии газеты «Завтра» Сергеем Соколкиным и напечатано в 1994 году с посвящением Александру Проханову, но по его же недосмотру попало в подборку стихов Тряпкина, опубликованную в газете в апреле 1995 года, и в том же виде было включено в сборник.
Николай Тряпкин умер 20 февраля 1999 года и был похоронен на кладбище «Ракитки» в Подмосковье.

## Сборники стихов
- Первая борозда: [Стихи]. [М.]: Мол. гвардия, 1953. 87 с.
- Белая ночь: Стихи. Архангельск: Кн. изд-во, 1956. 64 с.
- Распевы: Стихи. М.: Сов. писатель, 1958. 134 с.
- Краснополье: [Стихи]. [М.]: Мол. гвардия, 1962. 152 с.
- Перекрёстки: Стихи. М.: Моск. рабочий, 1962. 152 с.
- Песни великих дождей: Стихи. Поэма. М.: Моск. рабочий, 1965. 139 с.
- Серебряные пруды: [Стихи]. М.: Сов. Россия, 1966. 110 с.
- Гнездо моих отцов: Стихи. М.: Сов. писатель, 1967. 130 с.
- Летела гагара: Стихи. М.: Правда, 1967. 32 с.
- Избранная лирика. [М.]: Мол. гвардия, 1970. 32 с.
- Гуси-лебеди: Стихи / [Вступ. статья В. Журавлева]. М.: Моск. рабочий, 1971. 308 с.
- Златоуст: Избр. стихи / [Предисл. Н. Банникова; Ил.: М. Шлосберг]. М.: Худ. лит., 1971. 223 с.
- Жнива: Стихи. М.: Сов. писатель, 1974. 142 с.
- Вечерний звон: Стихи / [Худож. В. Ушаков]. М.: Мол. гвардия, 1975. 111 с.
- Заповедь: Стихи / [Худож. Ю. Селиверстов]. М.: Современник, 1976. 255 с.
- Стихотворения / [Худож. И. А. Гусева]. М.: Сов. Россия, 1977. 383 с.
- Скрип моей колыбели: Стихи / [Худож. Э. Аронов]. М.: Сов. писатель, 1978. 286 с.
- Избранное (1940—1979) / [Вступит. статья В. Кожинова]. М.: Мол. гвардия, 1980. 255 с.
- Стихотворения (1940—1982) / [Худож. М. Дорохов]. М.: Современник, 1983. 382 с.
- Стихотворения: [Для ст. возраста] / [Предисл. В. Кожинова]. М.: Дет. лит., 1983. 190 с.
- Избранное: [Стихотворения] / [Вступ. ст. В. Кочеткова]. М.: Худ. лит., 1984. 560 с.
- Огненные ясли: Стихотворения / [Худож. А. Добрицын]. М.: Сов. писатель, 1985. 184 с.
- Излуки: Стихотворения / [Худож. А. Ветров]. М.: Мол. гвардия, 1987. 159 с.
- Подражание Экклезиасту: Стихи. М.: Правда, 1989. 31 с.
- Стихотворения. М.: Худ. лит., 1989. 431 с.
- Разговор по душам: Стихи / [Худож. Н. Костина, А. Костин]. М.: Современник, 1989. 175 с.
- В гулкой лесной глубине. М.: РБП, 1996. 7 с.
- Уж, видно, тот нам выпал жребий…: Стихотворения. М.: Русская книга, 2000. 300 с.